# L'Arétin et l'Envoyé de Charles Quint
L'Arétin et l'Envoyé de Charles Quint est une peinture à l'huile de style troubadour peinte par Jean-Auguste-Dominique Ingres en 1815. Il représente Pierre l'Arétin face à un envoyé de Charles Quint qui tente de le soudoyer.
La version d'origine se trouve dans une collection particulière tandis qu'un calque préparatoire de la composition d'ensemble est conservé de 1867 au Musée Ingres à Montauban. Une réplique largement postérieure a été peinte par Ingres en 1848, et appartient aujourd'hui aux collections du musée des Beaux-Arts de Lyon.

## Provenance
L'œuvre est exposée à l'Exposition universelle de 1855. Ensuite détenue par la famille de Jean-Baptiste Marcotte-Genlis, elle est exposée à Paris en 1913 puis dans les années 1990.
Le tableau est acquis en février 2013 par le musée des Beaux-Arts de Lyon, pour un montant de 750 000 € dont 80 000 € obtenus par souscription publique à laquelle 1 536 donateurs ont répondu.

## Références

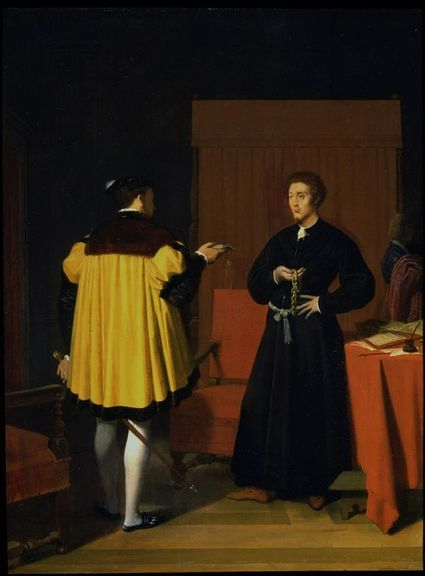
Version de 1815, collection privée